# ARIA Music Awards de 2018
O ARIA Music Awards de 2018 foi uma cerimônia de premiação australiana que aconteceu em 28 de novembro de 2018 no Star Event Centre, em Sydney, Austrália. A transmissão da premiação foi pelo canal Nine Network. Keith Urban foi o apresentador deste ano. 

## Indicados e Vencedores
| Álbum do Ano | Melhor Grupo |
| --- | --- |
| - - Amy Shark – Love Monster - Courtney Barnett – Tell Me How You Really Feel - Gurrumul – Djarimirri (Child of the Rainbow) - Pnau – Changa - Troye Sivan – Bloom                             | - - 5 Seconds Of Summer – Youngblood - DMA's – For Now - Peking Duk – "Fire" - Pnau – "Go Bang" - RÜFÜS DU SOL - "No Place"                                                                                            |
| Melhor Artista Masculino | Melhor Artista Feminina |
| - - Dan Sultan – Killer Under A Blood Moon - Dean Lewis – "Be Alright" - Gurrumul – Djarimirri (Child of the Rainbow) - Troye Sivan – Bloom - Vance Joy – Nation of Two                        | - - Alison Wonderland – Awake - Amy Shark – Love Monster - Courtney Barnett – Tell Me How You Really Feel - Sia – "Flames" - Tash Sultana – Flow State                                                                 |
| Melhor Álbum Adulto Contemporâneo | Melhor Lançamento Urbano |
| - - Courtney Barnett & Kurt Vile – Lotta Sea Lice - Dan Sultan – Killer Under A Blood Moon - Missy Higgins – Solastalgia - Odette – To A Stranger - Vance Joy – Nation of Two                  | - - 360 – Vintage Modern - Esoterik – My Astral Plane - Hilltop Hoods – "Clark Griswold" (feat. Adrian Eagle) - Kerser – Engraved in the Game - Mojo Juju – Native Tongue                                              |
| Best Hard Rock/Heavy Metal Album | Best Rock Album |
| - - DZ Deathrays – Bloody Lovely - King Parrot – Ugly Produce - Parkway Drive – Reverence - Polaris – The Mortal Coil - West Thebarton – Different Beings Being Different                      | - - Camp Cope – How to Socialise & Make Friends - Courtney Barnett – Tell Me How You Really Feel - DMA’s – For Now - Luca Brasi – Stay - Middle Kids – Lost Friends                                                    |
| Best Blues & Roots Album | Melhor Álbum Country |
| - - Angus & Julia Stone – Snow - Emily Wurramara – Milyakburra - Mama Kin Spender – Golden Magnetic - Ruby Boots – Don’t Talk About It - Tash Sultana – Flow State                             | - - Adam Eckersley & Brooke McClymont – Adam & Brooke - Fanny Lumsden – Real Class Act - Kasey Chambers & The Fireside Disciples – Campfire - The Wolfe Brothers – Country Heart - Travis Collins – Brave & The Broken |
| Melhor Lançamento Pop | Melhor Lançamento Dance |
| - - 5 Seconds of Summer – Youngblood - Amy Shark – Love Monster - Dean Lewis – "Be Alright" - Jack River - Sugar Mountain - Troye Sivan – Bloom                                                | - - Alison Wonderland – Awake - Fisher – "Losing It" - Peking Duk – "Fire" - Pnau – "Go Bang" - RÜFÜS DU SOL - "No Place"                                                                                              |
| Breakthrough Artist | Best Independent Release |
| - - Alex Lahey – I Love You Like A Brother - Jack River – Sugar Mountain - Mojo Juju – Native Tongue - Odette – To A Stranger - Ruel – "Dazed & Confused"                                      | - - Angus & Julia Stone – Snow - Courtney Barnett – Tell Me How You Really Feel - DMA's – For Now - Gurrumul – Djarimirri (Child of the Rainbow) - Pnau – "Go Bang"                                                    |
| Best Children's Album | |
| - - Justine Clarke – The Justine Clarke Show! - Lah-Lah – 10th Birthday Party - Sam Moran – Santa's Coming! - Teeny Tiny Stevies – Helpful Songs for Little People - The Wiggles – Wiggle Pop! | |

### Categorias de Votação Pública
| Song of the Year | Best Video |
| --- | --- |
| - - 5 Seconds of Summer – "Youngblood" - Amy Shark – "I Said Hi" - Angus & Julia Stone – "Chateau" - Conrad Sewell – "Healing Hands" - Dean Lewis – "Be Alright" - Peking Duk – "Fire/Reprisal" - Pnau – "Go Bang" - Sheppard – "Coming Home" - Troye Sivan – "My My My!" - Vance Joy – "Lay It on Me" | - - Amy Shark and Nicholas Waterman for Amy Shark – "I Said Hi" - Claudia Sangiorgi Dalimore for Mojo Juju – "Native Tongue" - Danny Cohen for Courtney Barnett – "Need a Little Time" - David Porte Beckefeld for Client Liaison – "Survival in the City" - Glenn Mossop and Tash Sultana for Tash Sultana – "Salvation" - Jessie Hill for Dean Lewis – "Be Alright" - Kris Moyes for The Presets – "Do What You Want" - Patrick Rohl for Gang of Youths – "The Heart is a Muscle" - Ryan Sauer for Peking Duk – "Fire" - Toby Pike and Nick Littlemore for Pnau – "Go Bang" |
| Best Australian Live Act | Best International Artist |
| - - 5 Seconds of Summer – Meet You There Tour - Amy Shark – Love Monster Tour - Client Liaison – Expo Liaison - Courtney Barnett – Tell Me How You Really Feel National Tour - Dean Lewis – 2017 National Tour - Gang of Youths – Gang of Youths 2017 National Tour - Paul Kelly – Life Is Fine Tour 2017 - Peking Duk – The Wasted Tour - Pnau – Pnau Changa Australian Tour - Tash Sultana – Homecoming Tour | - - Camila Cabello – Camila - Drake – Scorpion and More Life - Ed Sheeran – ÷ - Eminem – Revival and Kamikaze - Imagine Dragons – Evolve - Khalid – American Teen - P!nk – Beautiful Trauma - Post Malone – Beerbongs & Bentleys and Stoney - Sam Smith – The Thrill of It All - Taylor Swift – Reputation |
| Music Teacher of the Year | |
| - - Becky Hall – Education Institute, Royal Children's Hospital Melbourne - Scott Maxwell – Grant High School, Mount Gambier - Dean Harawira – Nerang State High School, Gold Coast - Deborah Skelton – Caladenia Primary School, Canning Vale | |